# Evita (geslacht)
Evita is een geslacht van vlinders van de familie spanners (Geometridae), uit de onderfamilie Ennominae.

## Soorten
- E. hyalinaria Grossbeck, 1908
- E. perpectinata Schaus, 1912